# Echinoplaca
Echinoplaca is een geslacht van korstmossen dat behoort tot de orde Lecanorales van de ascomyceten. De typesoort is Echinoplaca epiphylla.

## Soorten
Volgens Index Fungorum telt het geslacht 18 soorten (peildatum december 2023):
| Soortnaam                   | Auteur(s)                       | Publicatiejaar |
| --------------------------- | ------------------------------- | -------------- |
| Echinoplaca areolata        | Lücking & W.R. Buck             | 2007           |
| Echinoplaca atromuralis     | Lücking                         | 2008           |
| Echinoplaca basalis         | W.B. Sanders & Lücking          | 2015           |
| Echinoplaca campanulata     | Kalb & Vězda                    | 2000           |
| Echinoplaca caruaruensis    | M. Cáceres & Lücking            | 2007           |
| Echinoplaca epiphylla       | Fée                             | 1825           |
| Echinoplaca epiphylloides   | Lücking                         | 2008           |
| Echinoplaca furcata         | Sérus.                          | 1989           |
| Echinoplaca leucomuralis    | Lücking                         | 2008           |
| Echinoplaca leucotrichoides | (Vain.) R. Sant.                | 1952           |
| Echinoplaca macgregorii     | (Vain.) Lücking, Sérus. & Vězda | 2005           |
| Echinoplaca pellicula       | (Müll. Arg.) R. Sant.           | 1952           |
| Echinoplaca pernambucensis  | Øvstedal & Elix                 | 2011           |
| Echinoplaca schizidiifera   | J.E. Hern. & Lücking            | 2011           |
| Echinoplaca tetrapla        | (Zahlbr.) Lücking               | 2001           |
| Echinoplaca verrucifera     | Lücking                         | 1997           |
| Echinoplaca vezdana         | Lücking & Kalb                  | 2001           |
| Echinoplaca wilsoniorum     | Lücking                         | 2008           |